# Danilo Echeverría Verdesoto
Vicente Danilo Echeverría Verdesoto (Quito, 19 de junio de 1962) más conocido como Danilo Echeverría, es un eclesiástico, teólogo y profesor ecuatoriano. Es el obispo auxiliar de Quito, desde junio de 2006.

## Biografía
Vicente Danilo nació el 19 de junio de 1962, en la ciudad ecuatoriana de Quito. Hijo del matrimonio de Vicente Echeverría y de María del Carmen Verdesoto. 
Realizó su formación primaria en el Pensionado Pedro Pablo Borja n.º 2 de los Hermanos Maristas, y la secundaria en el Colegio "Los Andes" (1-5 curso) y en Antwerp High School (Estados Unidos).
Estudió medicina en la Universidad Central del Ecuador (1980-1982), pero descubrió su vocación religiosa y abandonó sus estudios universitarios para seguirla.
En 1982, ingresó al Seminario Mayor de Ibarra, donde realizó los estudios eclesiásticos. 
En 1987, se trasladó a estudiar en la Universidad de Navarra, donde obtuvo la licenciatura y luego el doctorado (1991) en Teología.
También, ha realizado cursos para rectores de seminarios mayores, en Roma.

### Sacerdocio
Su ordenación sacerdotal fue el 29 de mayo de 1988, en Roma, a manos del papa Juan Pablo II; incardinándose en la arquidiócesis de Quito.
Como sacerdote desempeñó los siguientes ministerios:
- Capellán auxiliar de la Clínica Universitaria de la Universidad de Navarra (1988-1989).
- Secretario y formador (1991-1998), profesor de Teología fundamental, Teología moral fundamental, Teología natural e Introducción a la Filosofía (1991-2001), vicerrector (1998-2002) y rector (2003-2006) del Seminario Mayor de Ibarra.
- Director de la Comisión Diocesana de Pastoral Vocacional.
- Secretario del VI Sínodo Diocesano de Ibarra (1995).
- Miembro de la Comisión del Clero, Vocaciones y Seminarios de la Conferencia Episcopal.
- Vicepresidente de la "Organización de Seminarios Ecuatorianos" (2000-2001).
- Miembro del Consejo Presbiteral (hasta 2006).

## Episcopado

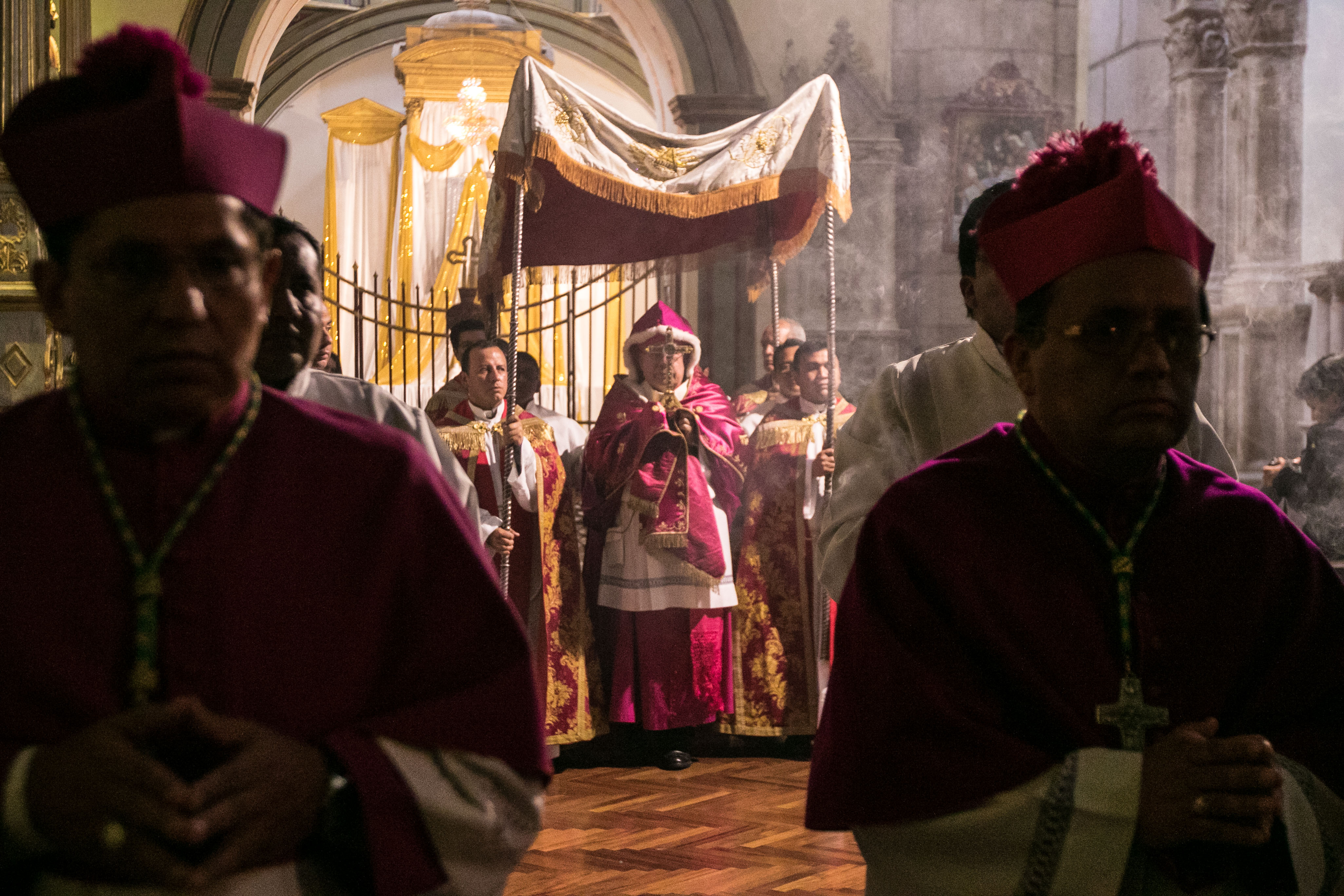
Mons. Danilo a la derecha, durante el Arrastre de Caudas en el Miércoles Santo de 2018.

### Obispo Auxiliar de Quito
El 7 de junio de 2006, el papa Benedicto XVI lo nombró obispo titular Thibuzabetum y obispo auxiliar de Quito. Fue consagrado el 11 de agosto del mismo año, en la Catedral de Quito, a manos del arzobispo Raúl Vela Chiriboga.
En la Conferencia Episcopal Ecuatoriana, ejerció de responsable de la pastoral de la vida y la familia.
Administrador Apostólico de Tulcán
El 9 de abril de 2010, el papa Benedicto XVI lo nombró administrador apostólico de Tulcán durante un periodo de sede vacante, cargo que ejerció hasta la posesión del nuevo obispo Fausto Gaibor García el 10 de junio de 2011.
El 8 de junio de 2021, el papa Francisco nuevamente lo nombró administrador apostólico, tras el fallecimiento de Gaibor García. Tomó posesión canónica del oficio, el día 10 del mismo mes, durante una ceremonia en la Catedral de Tulcán. Este cargo lo ejerció hasta la posesión del nuevo obispo Carlos Yépez Naranjo el 22 de julio de 2023.